# فاضل عباس
فاضل عباس مواليد 3 يونيو 1951 في العراق، هو لاعب كرة قدم عراقي سابق كان يلعب كحارس مرمى.